# Reneau Cubas
Reneau Cubas (Paraná – 13 de fevereiro de 1981) foi um médico e político brasileiro.
Foi deputado à Assembleia Legislativa de Santa Catarina na 2ª legislatura (1951 — 1955) e na 5ª legislatura (1963 — 1967), eleito pela União Democrática Nacional (UDN).